# Pintor de Delos

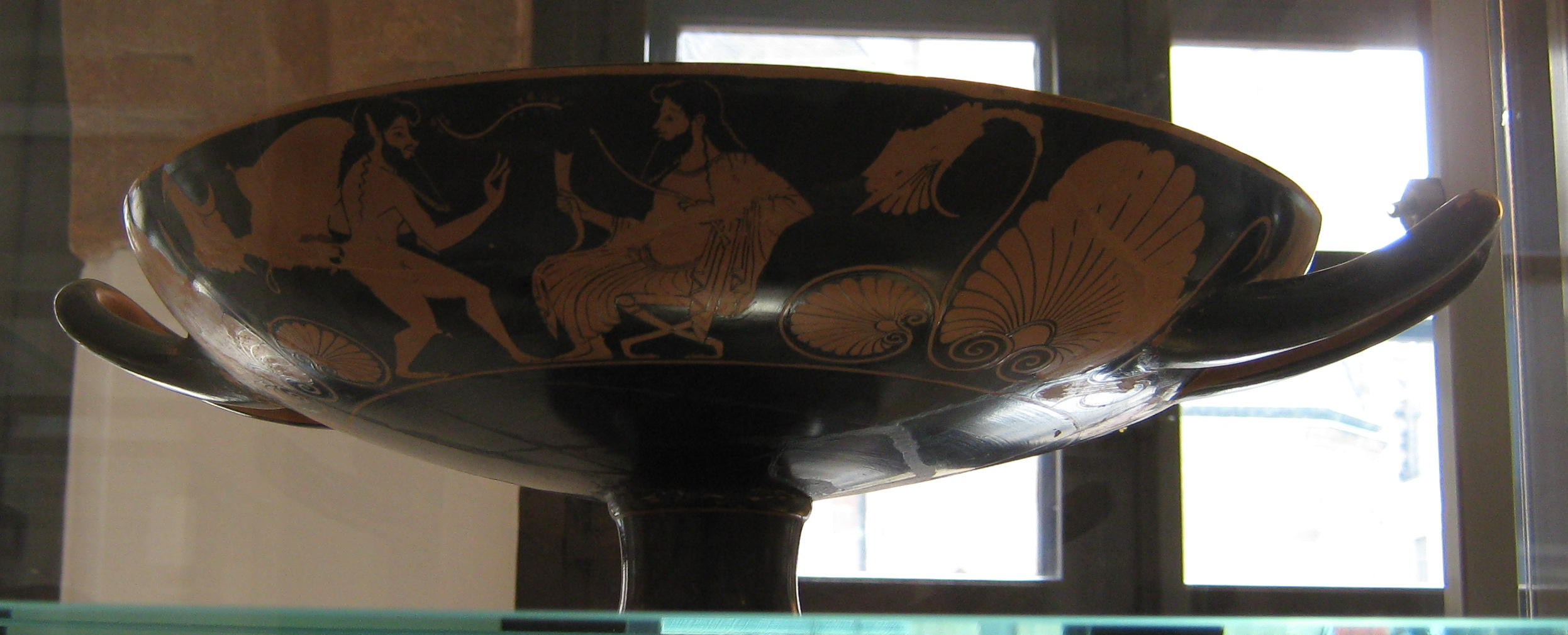
Sàtir i Dionís en un cílix al Museu d'Antiguitats de Leipzig, c. 520 ae

El Pintor de Delos fou un pintor grec d'atuells que va treballar a Atenes a la fi del segle vi abans de la nostra era.
Fou un dels primers pintors de cílixs de figures roges que estigueren actius més o menys al mateix temps que l'anomenat grup pioner de l'estil de figures vermelles. Igual que els altres pintors de copes, el Pintor de Delos no provà pas les possibilitats de la nova tècnica amb la mateixa profunditat que els representants del grup pioner, per la superfície de treball comparativament més petita de les copes -tant la interior (tondo) com les dues superfícies externes- però així i tot va contribuir a l'èxit del nou estil. Pintà sobretot copes bilingües, amb el tondo normalment decorat en negre i els costats externs en roig, així com copes de figures totes vermelles de tipus C. És un dels millors pintors de segona categoria i el seu mètode de treball lineal recorda els mestres Olto i Fidipos. El seu tondo de figures negres està molt ben fet. El seu nom no ens ha pervingut pas, per la qual cosa John Beazley el distingí amb un nom convencional, a partir d'un cílix de la col·lecció del Museu Arqueològic de Delos. Beazley també considerà que les obres del Pintor de Delos podrien ser les primeres obres del Pintor d'Evèrgides.